# ريتشارد براون (سياسي)
ريتشارد براون هو سياسي كندي، ولد في 1953. حزبياً، نشط في الحزب الليبرالي في جزيرة الأمير إدوارد ‏. وقد انتخب عضو الجمعية التشريعية لجزيرة الأمير إدوارد ‏ عن دائرة Charlottetown-Victoria Park ‏ خلال فترته النيابية ‏.